# Hangendes
Hangendes ist eine bergmännisch-geologische Lagebezeichnung für Gestein, das eine Bezugsschicht überlagert. Das Hangende muss nicht notwendigerweise jünger als der Bezugshorizont sein. Der Begriff hat in den verschiedenen geowissenschaftlichen Disziplinen eine im Detail jeweils etwas andere Bedeutung. Die Lagebezeichnung für Gestein, das einen Bezugshorizont unterlagert, ist Liegendes.

## Ingenieurgeologie und Bergbau
Hangendes ist im Bergbau die Bezeichnung für die über einem Flöz abgelagerten Gesteinsschichten bzw. für das oberhalb einer Lagerstätte liegende Gebirge. Dabei steht die heutige Lagerung im Vordergrund; durch tektonische Prozesse kann das Hangende in seltenen Fällen auch älter als der Bezugshorizont sein.
Das hangende Gestein bildet gleichzeitig die stabilisierende Decke (den First, das Stollendach) über einem Gang oder den Stollen in einem Bergwerk oder Grubenbau, die die Lagerstätte dann aufschließen. Wenn das Hangende instabil ist – etwa infolge sich kreuzender Klüfte – können Gesteinsblöcke plötzlich aus dem Schichtverband herausfallen und schwere Unfälle verursachen (siehe Verbruch und Sargdeckel).
Zumindest im historischen Bergbau wurden die Begriffe Hangendes und Liegendes auch im Bergbau auf Erzgängen verwendet und damit das angrenzende Nebengestein bezeichnet. Bei steil einfallenden Erzgängen bildeten Hangendes und Liegendes nicht Firste und Sohle, sondern die – mehr oder weniger geneigten – Seitenflächen eines Stollens oder einer Strecke.
Deckgebirge nennt man im Bergbau die Gesamtheit des Hangenden, vom Anstehenden an Flöz oder Stollen bis zur Erdoberfläche. „Gebirge“ ist hier das bergmännische Wort für Gestein im Allgemeinen. Im Tagebau wird es als Abraum beiseitegeschafft.

## Allgemeine Geologie

Schematische Darstellung von Liegendem und Hangendem bei einer Verwerfung

In der Geologie wird der Begriff Hangendes meist etwas allgemeiner verstanden. Aber auch hier wird der Begriff auf recht unterschiedliche Lagebeziehungen angewendet:
- Hangendes ist die Gesteinsabfolge, die topografisch über einem bestimmten Horizont oder einer geologisch besonders interessanten Schicht liegt;
- jene Gesteinsschicht (engl. hanging wall), die sich direkt über einer Scherzone oder einer Verwerfung befindet. Die Schicht darunter heißt Liegendes (foot wall).

- Bei großräumigen Überschiebungen (tektonische Decken) wird auch von der liegenden und hangenden Decke oder Hangend- und Liegenddecke gesprochen.

- Wird der Begriff als „stratigraphisch Hangendes“ spezifiziert, wird damit ausgedrückt, dass das Hangende auch tatsächlich jünger ist als die Bezugsschicht.

- Der Begriff Liegendfalte hat nichts mit dieser bergmännisch-geologischen Lagebeziehung (siehe Liegendes) zu tun, sondern bedeutet lediglich, dass eine Falte überkippt ist und auf dem Unterlager liegt. Die beiden Schenkel der Falte verlaufen bei der idealen liegenden Falte annähernd parallel zum Unterlager, in der Wirklichkeit meist in einem spitzen Winkel oder unterschiedlich spitzen Winkeln. Dagegen wird der Begriff Hangendschenkel (einer liegenden Falte) wiederum in der hier geschilderten Lagebeziehung benutzt. Er bezeichnet den oberen Schenkel einer liegenden Falte.[4]

Die Verwendung der Begriffe „Hangendpartien“ oder „Hangendschichten“ für den höheren Teil einer Schichtenfolge wird nicht empfohlen. Man sollte also z. B. nicht von den „Hangendpartien“ einer xy-Formation sprechen, wenn die oberen (oder höher liegenden) Anteile der Formation gemeint sind. Die Begriffe bedeuten lediglich die überlagernden Schichten einer Schichtfolge, also auch die die Formation überlagernden Schichten.